# Олімпійський комітет Сирії
Олімпійський комітет Сирії (араб. اللـجنـة الأولـمبية الســـوريــة) — некомерційна організація заснована 1948 року і офіційно визнана МОК 1948 року, яка представляє сирійських атлетів в міжнародному олімпійському комітеті.
Штаб-квартира розташована в Дамаску. Є членом Міжнародного олімпійського комітету, Олімпійської ради Азії та інших міжнародних спортивних організацій. Здійснює діяльність з розвитку спорту в Сирії. Президентом НОК є Моваффак Джума, генеральний секретар Ферас Моуала.